# Erzwingungshaft
Die Erzwingungshaft ist eine besondere Haftform des deutschen Zwangsvollstreckungsrechts. Die Erzwingungshaft dient dazu, die Zahlung einer Geldbuße oder eines Ordnungsgeldes zu erzwingen, die im Rahmen eines Ordnungswidrigkeitenverfahrens oder eines anderen Verwaltungsverfahrens verhängt wurde. Für den Vollzug der Erzwingungshaft gelten gemäß § 171 des Strafvollzugsgesetzes (StVollzG) die Vorschriften über den Vollzug einer Freiheitsstrafe entsprechend. Eine gemeinsame Unterbringung mit kriminellen Gefangenen ist nur mit Einwilligung des Betroffenen zulässig. Ebenfalls muss der Betroffene keine Anstaltskleidung tragen, darf eigene Bettwäsche benutzen und ist zur Arbeit in der Anstalt im Gegensatz zum kriminellen Gefangenen nicht verpflichtet.
In das Bundeszentralregister werden weder die Anordnung der Haft noch die Festsetzung der Geldbuße eingetragen.
Die Erzwingungshaft ist nicht zu verwechseln mit der Ersatzzwangshaft.

## Ordnungswidrigkeitenrecht
Die Anordnung von Erzwingungshaft ist in Deutschland in den §§ 96 ff. des Gesetzes über Ordnungswidrigkeiten (OWiG) geregelt. Die Vollstreckung richtet sich nach den §§ 451 ff. der Strafprozessordnung (StPO). Die Haft ist keine Strafe für die begangene Ordnungswidrigkeit, sondern stellt ein Beugemittel dar. 
Das Gericht kann Erzwingungshaft anordnen, wenn die Geldbuße nicht gezahlt wird und der Betroffene nicht erklärt, warum er nicht zahlen kann. Im Bußgeldbescheid muss er auf die Möglichkeit der Erzwingungshaft hingewiesen worden sein. Die Dauer der Haft wegen einer Geldbuße darf sechs Wochen, wegen mehrerer in einer Bußgeldentscheidung zusammengefasster Geldbußen drei Monate nicht übersteigen. Sie wird unter Berücksichtigung des zu zahlenden Geldbetrages nach Tagen bemessen und kann nachträglich nicht verlängert, sondern nur abgekürzt werden.  
Der Betroffene kann die Vollstreckung der Erzwingungshaft jederzeit abwenden oder beenden, indem er den geforderten Geldbetrag bezahlt oder darlegt, dass es nach seinen wirtschaftlichen Verhältnissen unzumutbar ist, den Betrag sofort zu zahlen (§ 96 Abs. 2 OWiG). Der Vollzug der Haft befreit jedoch nicht von der Zahlungspflicht. Die Erzwingungshaft ist ein Zwangsmittel, das dazu dienen soll, den Willen des betroffenen Menschen zu brechen.
Gegen die Anordnung ist das Rechtsmittel der sofortigen Beschwerde statthaft (§ 311 StPO).

## Zivilrecht
Die Zivilprozessordnung (Deutschland) sieht in §§ 802g ff. (bis 2012 §§ 901 ff.) Erzwingungshaft bis zu sechs Monaten vor, um einen Schuldner zur Abgabe der Vermögensauskunft bzw. zu deren Versicherung an Eides statt zu zwingen. 